# Caitrin Rogers
Caitrin Rogers (* in Pittsfield, Massachusetts) ist eine amerikanische Filmproduzentin und Filmeditorin. Bei der Oscarverleihung 2014 erhielt sie in der Kategorie Bester Dokumentarfilm den Oscar für die Dokumentation 20 Feet from Stardom.

## Leben
Sie wuchs in Pittsfield auf und ging auf die Northfield Mount Hermon School, wo sie im Jahr 2000 ihren Abschluss machte. Nach ihrem Abschluss zog sie nach Los Angeles und arbeitete als Filmeditorin für Unternehmen wie MTV, VH1 und Disney. 2005 schnitt sie Fußball vom anderen Stern – Die Geschichte von Cosmos New York.
Ihren ersten Film als Produzentin machte sie 2007 für Passion Pictures mit Once in a Lifetime. 2014 erhielt sie gemeinsam mit Morgan Neville und Gil Friesen für den Dokumentarfilm 20 Feet from Stardom den Oscar in der Kategorie Bester Dokumentarfilm.
2018 wurde sie in die Academy of Motion Picture Arts and Sciences berufen, die jährlich die Oscars vergibt.

## Filmografie
- 2006: Fußball vom anderen Stern – Die Geschichte von Cosmos New York (Once in a Lifetime: The Extraordinary Story of the New York Cosmos)
- 2007: Amazing Journey: The Story of The Who
- 2010: The Tillman Story
- 2011: I Am a World Champion
- 2013: Crimes of the Century (Fernsehserie, 4 Folgen)
- 2013: 20 Feet from Stardom
- 2015: The Music of Strangers